# Mediakasvatus- ja kuvaohjelmakeskus
Mediakasvatus- ja kuvaohjelmakeskus (kurz: MEKU; dt.: Finnisches Zentrum für Medienpädagogik und audiovisuelle Medien) war eine in Finnland tätige Organisation zur Bewertung und Altersfreigabe von Filmen, Videospielen und Fernsehen.

## Geschichte
Mediakasvatus- ja kuvaohjelmakeskus wurde 2012 gegründet, um die 2011 aufgelöste Organisation Valtion elokuvatarkastamo zu ersetzen und damit die Verbreitung audiovisueller Programme in Finnland zu überwachen. 2014 fusionierte sie jedoch mit der kansallinen audiovisuaalinen arkisto und wurde zum kansallinen audiovisuaalinen instituutti (KAVI).